# Липецкое областное училище искусств
Ли́пецкий областно́й колледж иску́сств имени К. Н. Игумнова — среднее специальное учебное заведение города Липецка.
Было создано в 1998 году в результате слияния Липецкого музыкального училища им. К. Н. Игумнова и Липецкого областного училища культуры .

## История
Липецкое музыкальное училище было создано в 1958 году. Выполняя основную задачу обеспечения детских музыкальных, школ и других учреждений культуры области музыкальными кадрами, за 40 лет она осуществила 26 выпусков и выпускников более 3000 молодых специалистов различной квалификации.
Решением Областного совета народных депутатов от 06.04.92 г приказом № 74 присвоено имя К. Н. Игумнова Липецкому музыкальному училищу.
Липецкое областное училище культуры было открыто в 1938 году в городе Задонске как областная политпросветшкола. Сделав первый выпуск в 1941 году директор Комаров Т. С., преподаватели и все выпускники — юноши ушли на фронт.
Вновь училище было открыто в 1950 году на основании приказа орловского областного отдела культпросветработы как культурно-просветительная школа. В связи с образованием 1954 году Липецкой области и вхождением в её состав города Задонска Орловская культпросветшкола была переименована в Липецкое областное культурно-просветительскую школу.
В 1961 году культпросветшколу распоряжением Министерства культуры РСФСР преобразовав в Липецкое областное культурно-просветительское училище, а в 1992 году приказом Министерства культуры РФ № 154 от 09.04.92 г преобразовано в училище культуры.
Подготовка специалистов велась на дневной форме обучения на базе среднего (полного и неполного) общего образования, а на заочном отделении только на базе полного общего образования.

## Специальности
- Фортепиано
- Оркестровые струнные инструменты
- Оркестровые духовые и ударные инструменты
- Инструменты народного оркестра
- Хоровое дирижирование
- Руководитель народного хора
- Теория музыки
- Инструменты эстрадного оркестра
- Библиотековедение
- Хореографическое творчество
- Театральное творчество
- Постановка театрализованных представлений
- Вокальное искусство

## Известные выпускники
- Брусенцов Ю. В. — профессор ВГАИ
- Егоров В. И. — профессор Саратовской консерватории им. Собинова
- Плотников В. П. — директор Липецкого областного училища искусств им. К. Н. Игумнова
- Недосекин Н. — руководитель хора ДК Всероссийского общества слепых
- Милованов Л. — музыкальный руководитель государственного ансамбля танца «Казаки России»,
- Ролдугин А. Г. — руководитель ансамбля народных инструментов «Мозаика» при Липецкой областной филармонии.
- Сукачёв И. И. — российский музыкант, поэт, композитор, актёр, режиссёр.
- Галанин Сергей Юрьевич  — российский рок-музыкант, поэт и композитор. Входит в состав группы «СерьГа»
- Головина И. А. - руководитель фольклорного ансамбля "Свечаник" (г. Москва), заведующая фольклорным отделением ДШИ им. Светланова (г. Москва)